# 崔銀玉
崔銀玉（韓語：최은옥；1965年—），韓國政治人物，現任代理社会副总理兼任教育部长官、第16任教育部副部長。